# Донцов, Иван Дмитриевич
Ива́н Дми́триевич Донцо́в — общественный и политический деятель Российской империи. 10 марта 1894 года избран мелитопольским городским головой, но 11 апреля 1894 умер, не успев вступить в должность. Отец теоретика украинского национализма Дмитрия Ивановича Донцова.

## Биография
По одной из гипотез, происходит из рода слобожанского казацкого полковника Фёдора Донца, потомки которого получили дворянские звания и сменили фамилию на русский манер. Однако документальных подтверждений этой гипотезы не обнаружено.
Семья Донцовых поселилась на Мелитопольщине в первой половине XIX века, воспользовавшись гарантированными правительством льготами для переселенцев и приобретя 1500 десятин целинного чернозёма.
Иван Донцов отошёл от хлеборобской семейной традиции. Он сдал землю в аренду, а сам поселился в Мелитополе и занялся торговлей сельскохозяйственными машинами. Его дело шло успешно. Он приобрёл несколько больших домов, которые также сдавал в аренду.
Донцов интересовался украинской культурой. В его библиотеке были книги Гоголя, Шевченко, Кулиша, Стороженко. Семья Донцовых ходила в украинский театр во время гастролей украинских трупп в Мелитополе.
Весной 1873 года Иван Донцов был избран в первую в истории Мелитополя городскую думу, став одним из 42 её гласных.
10 марта 1894 года он был избран мелитопольским городским головой на четырёхлетие 1894—1897. Но 11 апреля 1894 он скончался, так и не успев вступить в должность. Городским головой вместо него стал Алексей Панкеев.

## Семья
Жена — согласно современным официальным данным — Ефросинья Иосифовна (ок. 1846—1895). Родилась в семье итальянско-немецкого происхождения. Выросла в доме приёмного отца, немецкого колониста. Умерла через год после смерти мужа. В письме Евгению Маланюку в 1931 году сам Дмитрий Донцов писал о своей семье: «таврийская, то есть, смешанная, дед до конца жизни не научился по-русски, мать называлась Франциска (Франя) (а не Ефросинья), тетя — Полина, их отчим был немец-колонист; рассказывала мать, что прабабка моя была итальянка; …украинца из меня сделали: Гоголь, Шевченко, Кулиш и Стороженко».
Пятеро детей, 3 сына и 2 дочери. Средним сыном был Дмитрий (1883—1973) — украинский публицист и политический деятель, идеолог украинского национализма. Воспитанные отцом и матерью старшие брат и сестра стали членами РСДРП, а затем видными деятелями ВКП(б). Поскольку старшие брат и сестра как профессиональные революционеры разыскивались властями, то после смерти родителей Дмитрия и младших детей взяли на воспитание родственники матери. В частности, после смерти матери Дмитрия Донцова воспитывал приёмный отец матери, не говоривший ни по-русски, ни по-украински, ни на литературном немецком. Однако Дмитрий Донцов не только свободно говорил на местном украинском наречии немецкого языка, как дед, но самостоятельно продолжал совершенствовать и литературный немецкий язык своей матери. И русский, который он выучил в доме отца и матери, и немецкий язык были ему равно родными, а украинский язык выучить ему не удалось, и он активно выступал против советской украинизации, поскольку считал украинцев расой, а единство украинской расы отнюдь не основанным именно на украинском языке.